# Hong Kong Pegasus FC
Câu lạc bộ bóng đá Hong Kong Pegasus (Trung văn phồn thể:太陽飛馬足球會, Trung văn giản thể: 太阳飞马足球会) là một câu lạc bộ bóng đá chuyên nghiệp Hồng Kông được thành lập vào năm 2008 Câu lạc bộ hiện đang thi đấu tại giải bóng đá hạng nhất Hồng Kông. Quản lý của họ là Jose Ricardo Rambo.
Câu lạc bộ được đặt tên là TSW Pegasus FC (tiếng Trung:天水圍飛馬足球會) cho đến hết mùa giải 2011-12.

## Lịch sử
TSW Pegasus được thành lập vào tháng 6 năm 2008, và câu lạc bộ đã có mùa giải đầu tiên của mình tại giải bóng đá hạng nhất Hồng Kông mùa giải 2008-09 với ngân sách khoảng 10.000.000 đô la Hồng Kông.
Trong tháng 7 năm 2012, câu lạc bộ đổi tên thành tên Sun Pegasus.

## Màu sắc và logo
Màu áo sân nhà của TSW Pegasus là màu vàng. Màu áo sân khách của họ là áo màu tím với vớ màu vàng. Các bộ dụng cụ hiện nay được thiết kế bởi Adidas. Nhóm nghiên cứu có một bộ thứ ba là màu trắng với một hình tam giác màu xanh trên đỉnh của chiếc áo được sử dụng cho một bộ áo sân nhà trước khi sử dụng bộ áo màu vàng.
Logo của TSW Pegasus hiện nay là một pegasus bên trong một lá chắn, đó là đại diện của "tạo ra phép lạ", "sức sống", "sức sống" và "sáng tạo" trong thần thoại Hy Lạp. Kể từ khi đội đã được đổi tên, câu lạc bộ thực hiện một số thay đổi trên huy hiệu. Mặt trời được thêm vào bên trong lá chắn, đặt ở phía bên tay trái, trong khi pegasus được đặt ở phía bên tay phải.

## Thiết bị của câu lạc bộ
TSW Pegasus đã mua một chiếc xe buýt của đội bóng được tài trợ bởi Fuso.
Nhóm nghiên cứu cũng thuê toàn bộ một tầng thứ 48 của tòa nhà Central Park Towers ở Thiên Thủy Vi là chỗ ở cho thành viên trong đọi. Công việc nâng cấp đã được hoàn thành.

## Sân vận động
TSW Pegasus áp dụng cho Liên đoàn bóng đá Hồng Kông cho việc sử dụng sân vận động Nguyên Lang và Tập đoàn thể thao Thiên Thủy Vi cho trận đấu sân nhà của mình. HKFA trả lời rằng nó sẽ cấp ứng dụng cung cấp các sân cỏ tại sân vận động đạt tiêu chuẩn sau khi kiểm tra sân đấu. Sau đó, HKFA chấp nhận việc áp dụng sân vận động Nguyên Lang là sân nhà TSW Pegasus cho trận gặp Nam Hoa vào ngày 05 Tháng 10 năm 2008, giám đốc của nhóm nghiên cứu hứa hẹn sẽ tạo ra một sự mở rộng tại sân vận động trong ngày.
Chủ tịch HKFA tuyên bố rằng ba trận trên sân nhà TSW Pegasus cho sẽ diễn ra tại sân vận động Nguyên Lang trong mùa giải 2008-09.
Cho mùa giải 2013-14, TSW Pegasus đã di chuyển địa điểm từ sân vận động Nguyên Lang sang sân vận động Vượng Giác.

## Thành tích mùa giải
div style="overflow:auto">

## Danh hiệu

#### Giải đấu
- Giải bóng đá hạng nhất Hồng Kông
  - Á quân (2): 2009–10, 2011–12

#### Cúp
- Senior Shield Hồng Kông
  - Vô địch (1): 2008–09
- FA Cup Hồng Kông
  - Vô địch (1): 2009–10
  - Á quân (2): 2008–09, 2011–12, 2012–13
- League Cup Hồng Kông
  - Á quân (3): 2008–09, 2010–11, 2011–12